# Аветисян, Нарибек Агабекович
Нарибек Агабекович Аветисян (1921—1995) — участник Великой Отечественной войны, полный кавалер ордена Славы.

## Биография
Родился 15 мая 1921 года в селе Чамурлу Эчмиадзинского уезда ССР Армении (с 1930 года входило в состав Апаранского района, в 1946 году село переименовано в Касах, в 1965 перестало существовать), в семье рабочего. Окончил 8 классов. Работал в совхозе.
В 1942 году был призван в РККА Апаранским райвоенкоматом Армянской ССР. Участник Великой Отечественной войны с января 1942 года. Воевал на Западном, Центральном, 2-м Украинском, 1-м Прибалтийском фронтах. В 1944 году вступил в ВКП(б)/КПСС.
Летом 1943 года в составе 181-й стрелковой дивизии 65-й, а затем 70-й армий сержант Аветисян, будучи помощником командира стрелкового взвода, участвовал в Курском сражении, в боях на Орловском направлении. 19 июня в бою у села Тросна (Орловская область), когда из строя выбыл командир взвода, принял командование взводом и решительно повёл его в атаку. Первым ворвался в траншею противника, уничтожил расчёт пулемёта и открыл огонь по врагу из трофейного оружия. Расстрелял 7 немецких солдат, но и сам был тяжело ранен и отправлен в госпиталь.
После излечения был зачислен командиром отделения в 473-й стрелковый полк 154-й стрелковой дивизии 6-й гвардейской армии 1-го Прибалтийского фронта. Уже здесь, в марте 1944 года, командиром полка был представлен к награждению орденом Славы 3-й степени за бои на Курской дуге. Только в документах были искажены фамилия и имя Аванисян Нарибег.
Приказом по частям 154-й стрелковой дивизии (№ 17) от 2 апреля 1944 года сержант Аветисян Нарибек Агабекович награждён орденом Славы 3-й степени.
3 июля 1944 года в бою за город Дисна (Витебская область Белоруссии) сержант Аветисян заменил выбывшего из строя командира взвода, поднял бойцов в атаку и первым ворвался на окраину город. Был ранен, но поля боя не покинул. 7 июля при отражении контратаки взвод под командованием Аветисяна, удержал позиции, истребил свыше 15 нацистов.
Приказом по войскам 6-й гвардейской армии (№ 202/н) от 24 августа 1944 года сержант Аветисян Нарибек Агабекович (в приказе снова с ошибкой — Аванесьян Карбан) награждён орденом Славы 2-й степени.
13 октября 1944 года в бою близ населенного пункта Лачи (ныне Бабитский край, Латвия) старшина Аветисян под огнем проник с отделением в расположение противника и из личного оружия уничтожил 2 солдат и пленил одного, давшего ценные сведения о расположении вражеских войск.
Указом Президиума Верховного Совета СССР от 24 марта 1945 года за образцовое выполнение заданий командования в боях с немецко-фашистскими захватчиками старшина Аветисян Нарибек Агабекович награждён орденом Славы 1-й степени, став полным его кавалером.
В одном из следующих боев был ранен. После излечение в госпитале в апреле 1945 года был демобилизован.
Вернулся на родину. Работал до 1948 года животноводом в колхозе родного села, до 1965 года заведующим животноводческой фермы колхоза им. С. М. Будённого, затем бригадиром садоводческой бригады совхоза. Жил в селе Касах[уточнить]. Скончался 2 сентября 1995 года.

## Награды
- Орден Славы 1 степени (24 марта 1945 — № 1755)
- Орден Славы 2 степени (24 августа 1944 — № 3392)
- Орден Славы 3 степени (2 апреля 1944 — № 37152)
- Орден Отечественной войны I степени (11 марта 1985) [5]